# 傅自应
傅自应（1957年9月—），祖籍湖北监利，生于湖南岳阳，中华人民共和国政治人物。曾任澳门中联办主任和国务院港澳事务办公室副主任。中共第十九届中央委员会候补委员。

## 生平
1974年10月参加工作，在湖南省岳阳县广兴公社立新大队插队。1976年11月，任化学工业部第四化建公司机械加工厂工人。1978年9月，进入湖南财经学院（现并入湖南大学）工业经济系工业会计专业学习。1981年8月，任对外贸易部财会局制度处干部。1982年4月，任对外贸易经济合作部财会局外贸财务处干部。1987年7月，任对外经济贸易部财会司奖励处副处长、制度处副处长。1992年7月加入中国共产党。1993年1月，任对外贸易经济合作部经济调节司副处长。1993年10月，任对外贸易经济合作部利安达会计师事务所主任会计师（副处级）。1994年8月，任对外贸易经济合作部利安达会计师事务所主任会计师（正处级）。1995年3月，任中华人民共和国对外贸易经济合作部利安达会计师事务所主任会计师（副司级）。1997年9月，任对外贸易经济合作部计划财务司司长（其间，2001年3月到2002年1月在中共中央党校一年制中青年干部培训班学习，2001年9月到2004年7月为中国社会科学院研究生院财贸经济系财政学专业在职博士研究生）。
2003年6月，任商务部规划财务司司长。2003年7月，任商务部部长助理、党组成员兼规划财务司司长。2004年2月，任商务部部长助理、党组成员。2008年3月，任商务部副部长、党组成员。
2011年11月，任江苏省人民政府副省长、党组成员。
2015年3月，任中共中央纪委驻中共中央宣传部纪检组组长。
2017年3月，任商务部国际贸易谈判代表、副部长、党组副书记（正部长级）。2017年10月，中国共产党第十九次全国代表大会上当选中国共产党第十九届中央委员会候补委员。2018年2月24日，当选为第十三届全国人大代表。
2018年12月28日，转任澳门中联办主任。
2020年2月13日，被国务院任命为港澳事务办公室副主任，继续担任澳门中联办主任。
2021年11月30日，兼任澳門特別行政區維護國家安全委員會的國家安全事務顧問。
2022年5月30日，年近65歲的傅自应不再擔任港澳事务办公室副主任、澳门中联办主任、澳门特区维护国家安全委员会国家安全事务顾问。同年6月24日，任第十三届全国人民代表大会外事委员会副主任委员。